# 合歓山
合歓山（ごうかんざん、合歡山, 拼音: Héhuān Shān）は台湾の花蓮県秀林郷と南投県仁愛郷の境界に位置する、海抜高度 3,417 メートルの山。台湾の主要な河川である大甲渓、濁水渓、立霧渓の分水嶺で、三等三角点 6388 号がある。冬季は雪化粧が見られることから「雪郷」の呼び名がある。自動車で山頂まで行ける山の中で最も高いものの一つで、15km先の海岸線も見られる。

## 峰
合歓山は七つの峰、合歓主峰（3,417 m）、合歓山北峰（3,422 m）、合歓山東峰（3,421 m）、合歓山西峰（3,145 m）、石門山（3,237 m）、石門北峰（3,278 m）、合歓尖山（3,217 m）が連なっている。合歓主峰は合歓群峰中の最高峰であるが眺望が果てしなく広いため、以前は軍事管制区でかつて軍隊が駐留しており、一般人は立ち入れなかった。現在は軍隊は撤退し、山頂および電気通信業者の無線通信基地を除いて登山客に開放されている。

## その他
かつて、合歓山にはスキー場があった。